# Jordanne Scott
Jordanne Scott (* 2. Oktober 1990 in Indianapolis) ist eine US-amerikanische Volleyballspielerin.

## Karriere
Scott begann ihre Karriere an der Lawrence North High School. Anschließend gehörte die Angreiferin zum Team der Indiana Volleyball Academy. 2009 begann sie ihr Studium an der University of Cincinnati und spielte in der Universitätsmannschaft Bearcats. 2013 wechselte sie zum deutschen Bundesligisten Ladies in Black Aachen. Mit Aachen erreichte sie 2014 das Halbfinale um die deutsche Meisterschaft; es war der größte Erfolg der Vereinsgeschichte. Danach wechselte Scott nach Frankreich zu Valenciennes VB. 2015 kehrte sie zurück in die deutsche Bundesliga und spielte bis 2016 bei den Volleystars Thüringen. Anschließend spielte sie in Thailand bei Bangkok Glass VC.